# Julia Butters
Julia Butters, 
född den 15 april 2009 i Los Angeles, är en amerikansk barnskådespelare.
Butters har bland annat medverkat i filmen Once Upon a Time in Hollywood från 2019. Hon har även medverkat i American Housewife mellan 2016 och 2020 samt i filmerna The Gray Man och The Fabelmans från 2022.

## Filmografi (i urval)
- 2019 – Once Upon a Time in Hollywood
- 2016–2020 – American Housewife (TV-serie)
- 2022 – The Fabelmans
- 2022 – The Gray Man
- 2025 – Freakier Friday